# Agulha mágica
Agulha mágica ou fada do lar é um tipo de agulha de bordar, designando também o bordado executado com esse tipo de agulha.
O bordado é executado com uma a agulha específica, pequena e oca, através da qual é passado o fio do bordado. Enfia-se a agulha no tecido, criando laços na parte inferior do mesmo. O tecido resultante é semelhante ao pano turco, mas a sua execução é muito mais rápida que com o ponto comum.
Existem vários tipos de agulha mágica, diferindo no modo como o fio é enfiado na agulha - pela ranhura, ou com um fio de cobre, no tamanho do fio, que pode ser fino ou grosso,  e no comprimento do laço, podendo ser curto ou longo.